# Steve Beshear

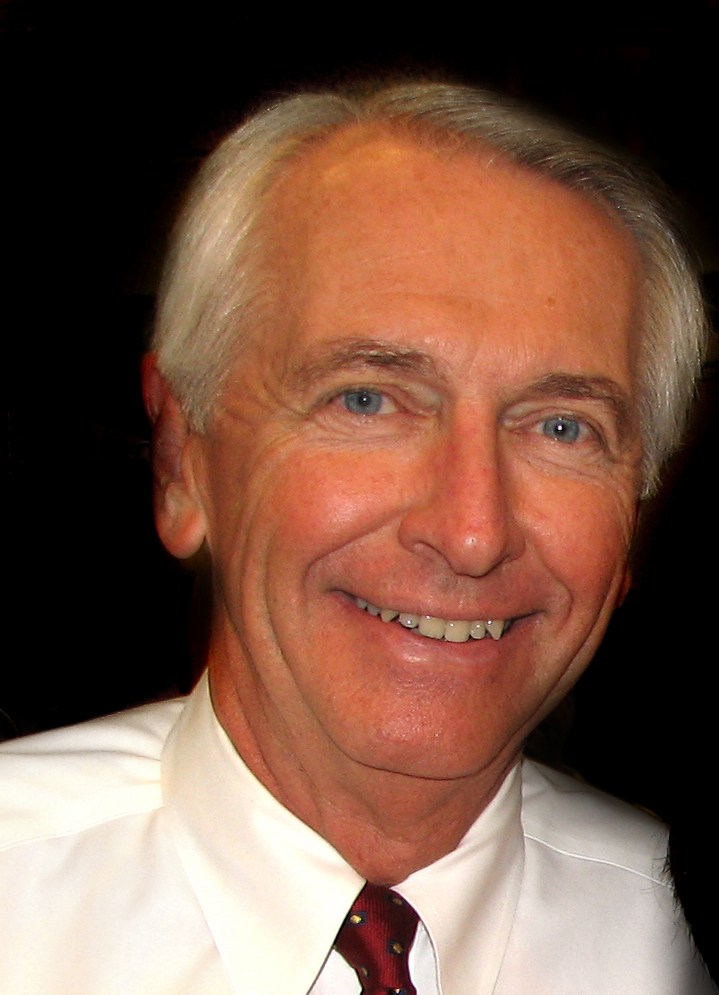
Steve Beshear

Steven Lynn Beshear [bəˈʃɪər], född 21 september 1944 i Dawson Springs, Kentucky, är en amerikansk politiker (demokrat). Han var guvernör i delstaten Kentucky mellan den 11 december 2007 och den 8 december 2015.
Beshear avlade både sin grundexamen och juristexamen vid University of Kentucky. Han valdes 1979 till delstatens justitieminister och fyra år senare till viceguvernör. Efter fyra år som viceguvernör under Martha Layne Collins kandiderade Beshear 1987 i demokraternas primärval. Han förlorade mot Wallace G. Wilkinson som sedan vann själva guvernörsvalet.
Efter valförlusten 1987 arbetade Beshear som advokat i Lexington, Kentucky. Han utmanade den sittande senatorn Mitch McConnell i 1996 års kongressval men förlorade.
I 2007 års guvernörsval gjorde veteranpolitikern Beshear en betydande comeback. Först vann han primärvalet med över 40% av rösterna. Sedan besegrade han guvernör Ernie Fletcher med 59% av rösterna mot 41% för Fletcher.